# Pavel Augusta (lední hokejista)
Pavel Augusta (* 16. března 1969 Jihlava) je bývalý český hokejový obránce. Získal tři tituly českého mistra se Vsetínem. Jeden mistrovský titul získal na Slovensku se Zvolenem. Kromě Zvolena působil na Slovensku také v Liptovském Mikuláši, Žilině, Dubnici a Martině.